# Knockout – Born to Fight
Knockout – Born to Fight ist ein US-amerikanisches Boxerdrama aus dem Jahr 2011 mit Steve Austin und Daniel Magder in den Hauptrollen.

## Handlung
Dan Barnes ist ein ehemaliger Profi-Boxer und jetzt Hausmeister an einer Schule. Dan versucht Matthew Miller zu helfen, der als Schüler neu an der Schule ist und von anderen tyrannisiert wird. Während Matthew das Boxen erlernt, um sich gegen die Angriffe zu wehren, hat Dan eine neue Rolle als Trainer gefunden. Gemeinsam wollen sie Champion im Mittelgewicht werden.

## Produktion
Knockout – Born to Fight ist Steve Austins zweiter Film, der in die deutschen Kinos kam.
Der Film wurde mit einem Budget von  $1.000.000 in den USA, Kanada und England gedreht und kam in Deutschland am 14. Dezember 2011 in die Kinos.
In Deutschland blieb der Erfolg aus, im Gegensatz zu England und den USA, wo der Film recht erfolgreich war.